# Thargelia fissilis
Thargelia fissilis là một loài bướm đêm trong họ Noctuidae.